# Rhinanthus dinaricus
Rhinanthus dinaricus är en snyltrotsväxtart som beskrevs av Svante Samuel Murbeck. Rhinanthus dinaricus ingår i släktet skallror, och familjen snyltrotsväxter. Inga underarter finns listade i Catalogue of Life.